# María Luisa Monzón
María Luisa Monzón Caudevilla, Gusa (1970) es una exportera de fútbol profesional española.

## Trayectoria deportiva
Conocida como 'Gusa' en los terrenos de juego, entre 1995 y 1997 fue habitual en las listas del seleccionador Ignacio Quereda. Durante ese periodo llegó a disputar encuentros amistosos y de clasificación para la cita continental, pero tuvo que abandonar su sueño por motivos laborales. 
Con motivo de la participación de España en el Campeonato de Europa de 1997, las jugadoras debían permanecer un mes entero concentradas en el Reino Unido. Por eso Monzón le pidió al seleccionador que no la convocase porque no se podía permitir volver a dejar el trabajo, perdiéndose así la cita más importante de su vida deportiva. La situación precaria la situación precaria en la que se encontraban las jugadoras en España obligaba a muchas de ellas a compatibilizar un trabajo con los partidos y los entrenamientos. En aquella época nadie apostaba por el fútbol femenino. Era casi imposible ganarse la vida con este deporte al carecer de apoyos.
Hasta la Eurocopa 2013, que se disputó de nuevo en Sueciaen, competición en la que estuvieron presentes las turolenses Adriana  Martín y Silvia Meseguer, que junto a la centrocampista del Atlético de Madrid Bárbara Latorre y Mapi León representaron a Aragón en la tercera Eurocopa de la historia de España.Mapi León fue una de las futbolistas que prometieron no volver a jugar en la selección hasta que no cambiaran los dirigentes.
España aterrizó en Suecia y acabó quedando en el tercer puesto de la clasificación tras perder frente a Italia por 2-1 con gol de Ángeles Parejo.